# John Friedlander
John Friedlander (Toronto, 4 ottobre 1941) è un matematico canadese, specializzato nella teoria analitica dei numeri.

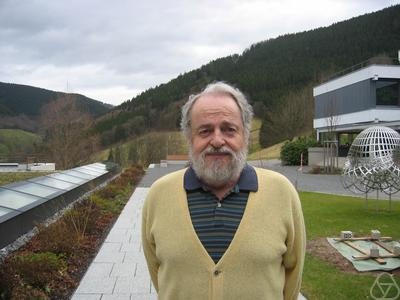
John Friedlander

Laureatosi all'università di Toronto nel 1965, Friedlander ha ottenuto il Ph.D. nel 1972 alla Pennsylvania State University; docente al Massachusetts Institute of Technology tra il 1974 e il 1976, si è in seguito stabilito a Toronto, dove è stato presidente del Dipartimento di matematica. È stato anche visiting professor all'Institute for Advanced Study di Princeton, dove ha collaborato con Enrico Bombieri.
Nel 1997, insieme ad Henryk Iwaniec, Friedlander ha dimostrato che esistono infiniti numeri primi della forma x2+y4, attraverso il perfezionamento di una tecnica, il crivello asintotico, ideata da Bombieri. Tale risultato è noto come teorema di Friedlander-Iwaniec .